# Valentina Sidorova
Valentina Vasil'evna Sidorova nata Buročkina (Mosca, 4 maggio 1954 – Mosca, 9 giugno 2021) è stata una schermitrice sovietica, vincitrice di una medaglia d'oro ed una d'argento nella scherma ai giochi olimpici. Vincitrice anche di 3 Coppe del Mondo di scherma.